# Блакитнар
Блакитна́р (Iridosornis) — рід горобцеподібних птахів родини саякових (Thraupidae). Представники цього роду мешкають в Андах. Молекулярно-філогенетичне дослідження показало, що рід Блакитнар (Iridosornis) є сестринським по відношенню до чорногорлої тапіранги з монотипового роду Calochaetes.

## Види
Виділяють п'ять видів:
- Блакитнар золотогорлий (Iridosornis porphyrocephalus)
- Блакитнар жовтогорлий (Iridosornis analis)
- Блакитнар золотошиїй (Iridosornis jelskii)
- Блакитнар інкійський (Iridosornis reinhardti)
- Блакитнар золотоголовий (Iridosornis rufivertex)

## Етимологія
Наукова назва роду Iridosornis походить від сполучення слів дав.-гр. ιρις — райдуга і ορνις — птах.